# Escalloniaceae
Escalloniaceae is een botanische naam, voor een familie van tweezaadlobbige planten. Een familie onder deze naam wordt met een zekere regelmaat erkend door systemen van plantentaxonomie, maar er wil nog wel verschil zijn in de omschrijving. Ook door het APG-systeem (1998) en APG II-systeem (2003) wordt een degelijke familie erkend.
Het gaat dan om een vrij kleine familie van minder dan honderd soorten. De APWebsite plaatst ook Eremosyne pectinata in deze familie: in APG II vormt deze soort een eigen familie, Eremosynaceae.
De APWebsite [12 augustus 2009] plaatst deze familie in een eigen orde (Escalloniales).